# Trou-du-Nord
Trou-du-Nord este o comună din arondismentul Trou-du-Nord, departamentul Nord-Est, Haiti, cu o suprafață de 130,79 km2 și o populație de 44.498 locuitori (2009).